# Wikinger (Schiff, 1929)
Das Walfang-Fabrikschiff Wikinger wurde 1929 von der Werft Swan, Hunter & Wigham Richardson in Wallsend als Vikingen für die norwegische Walfanggesellschaft „Viking“ in Newcastle upon Tyne fertiggestellt. Die Aktien dieser Gesellschaft wurden als erste einer Walfangreederei an der Londoner Börse gehandelt, denn der norwegische Walfangreeder Johan Rasmussen aus Sandefjord benötigte britisches Kapital, um den Neubau zu finanzieren. Ab 1934 wurde das Schiff unter der Flagge Panamas eingesetzt, um die Steuerabgaben der Investoren zu reduzieren. 1938 konnte das Deutsche Reich das Schiff ankaufen, als Rasmussen in finanzielle Schwierigkeiten geriet. Unter dem Namen Wikinger wurde es vom „Hamburger Walfang Kontor“ in der Fangsaison 1938/1939 im Südpolarmeer eingesetzt.
Nach dem Zweiten Weltkrieg wurde das Schiff nach Großbritannien ausgeliefert, dort in Empire Venture umbenannt und im ersten Nachkriegswinter im Südpolarmeer eingesetzt. 1946 wurde es an die Sowjetunion übergeben, die es als Slawa bis 1970 einsetzte. 1971 erfolgte der Abbruch des Schiffes in Taiwan.

## Baugeschichte
Das Schiff entstand auf der Werft von Swan Hunter in Newcastle upon Tyne im Auftrag der norwegischen Walfangreeder Johan Karsten Rasmussen und Torger Moe. Johan K. Rasmussen (1878–1966) war neben Anders Jahre (1891–19) und Lars Christensen (1884–1965) einer der bedeutendsten Walfangreeder Norwegens, der wie die genannten Konkurrenten mehrere Walfanggesellschaften kontrollierte. Unter seiner Führung standen schon die Gesellschaften A/S „Rosshavet“ – eingesetzt von der neuseeländischen Bucht Paterson Inlet/Whaka a Te Wera auf Stewart Island als Basis mit den Fabrikschiffen C.A. Larsen (12.759 BRT) und Sir James Clark Ross (8.179 BRT), die von der Landstation Stromness auf Südgeorgien operierende A/S „Vestfold“  und die A/S „Sydhavet“, die mit dem Fabrikschiff Svend Foyn I (4.136 BRT) im Südatlantik vor der antarktischen Küste eingesetzt wurde.
Rasmussen und Moe hatten die Idee, auf einem Tankerrumpf zusätzliche Decks für die Verarbeitung der gefangenen Wale und die notwendigen Geräte zu installieren. Die gleiche Idee verfolgte der norwegische Reeder Anders Jahre, dessen etwas größere, bei der Werft Workman, Clark & Co in Belfast gebaute Kosmos allerdings kurz vor der Vikingen als erstes modernes und als solches konstruiertes Walfangfabrikschiff fertiggestellt wurde und unter norwegischer Flagge in Dienst kam.
Für das neue Fabrikschiff ließ Rasmussen bei der britischen Spezialwerft Smith’s Dock in Middlesbrough auch fünf Walfänger mit den Namen Vikingen I bis Vikingen V bauen, die bei 35,4 m Länge und 7,4 m Breite eine Größe von 250 BRT hatten und mit 850 PS 12 kn erreichten. 1935 lieferte die Werft noch ein sechstes Fangboot, die Vikingen VI, das bei 38,9 m Länge und 7,6 m Breite eine Größe von 299 BRT hatte und mit 1300 PS 13 kn erreichte. Ihr folgte 1936 die 355 BRT große Vikingen VII (40,1 m × 8,0 m, 1400 PS, 13 kn).
Um das notwendige Kapital für die Neubauten zu erhalten, gründete Rasmussen mit Hilfe von Erling Dekke Næss (1901–1993) die „Viking Whaling Company Ltd“, die im Januar 1929 die erste börsennotierte Walfanggesellschaft an der Londoner Börse wurde. Næss hatte zuvor schon britisches Kapital für die norwegische Walfanggesellschaft A/S „Hektor“ seines Schwiegervaters gewinnen können. Die Handlungsweise der beiden wurde in Norwegen zum Teil als Verrat und Beginn des Ausverkaufs des von den Norwegern beherrschten Walfangs gesehen. Rasmussen und Næss hielten die Vorgehensweise für notwendig, da Norwegen nicht über hinreichende Schiffbaukapazitäten und freies Kapital verfügte.

## Einsatzgeschichte
Die Neubauten bewährten sich, da sie über ihre Heckaufschleppen die erlegten Wale leicht an Bord nehmen konnten, die nötige Breite zur Verarbeitung der Wale hatten und der Ablauf der Produktion optimiert war. Auch konnte die Verarbeitung umfassender und auch bei schwierigeren Seebedingungen erfolgen als bei den bisherigen Fabrikschiffen. Die Vikingen erzielte auf ihren beiden ersten Fangreisen hervorragende Ergebnisse und die Gesellschaft konnte beträchtliche Dividenden zahlen. Neben den Neubauten führte der Einsatz einer Vielzahl umgebauter größerer Tanker und Passagierschiffe mit ebenfalls verbesserten Verarbeitungsmöglichkeiten und der Einsatz von Tankern, die schon während der Fangsaison Teile des Fangergebnisses abtransportierten, zu einer gewaltigen Steigerung der Walölproduktionen. Innerhalb von nur fünf Jahre vervierfachte sich die Produktion, was neben der Weltwirtschaftskrise 1931 zu einem Zusammenbruch des Walölmarktes führte, zumal der Hauptabnehmer, der Unilever-Konzern nicht bereit und in der Lage war, die zum Teil vorab vereinbarten Preise zu zahlen.
So gehörte die Vikingen 1931 mit zu der norwegischen Walfangflotte, die insgesamt aufgelegt wurde und auf den Walfang im Südsommer 1931/1932 verzichtete. Für Rasmussen verschärfte sich die Lage durch die für seine anderen Gesellschaften bei Furness Shipbuilding Co. Ltd. in Haverton Hill georderten Neubauten Sir James Clark Ross (14362 BRT/1930), Vestfold (14.547/1931) und Svend Foyn (14795 BRT/1931), von denen die beiden letzteren aufgelegt und nicht sofort eingesetzt werden konnten und Zahlungen an die Gläubiger nicht möglich waren. Rasmussen sah sich gezwungen, die Organisation seines Konzerns zu ändern. Nur die A/S „Rosshavet“ blieb eine norwegische Gesellschaft, während die A/S „Sydhavet“ in die „St. Helier Shipowners Ltd.“ umgewandelt wurde, deren Schiffe in London beheimatet wurden. Die nach der Abgabe von Stromness an die Firma Christian Salvesen neugebildete A/S Vestfold mit dem namengebenden neuen Fabrikschiff wurde anfangs auch eine britische Gesellschaft.

### Walfang unter der Flagge Panamas
Die „Viking Whaling Company Ltd“ hatte von Beginn an das Problem, dass norwegische Anteilseigner doppelt besteuert wurden. Dies hatte schon zu einer zeitweisen Verlagerung der Verwaltung nach Frankreich geführt. Næss gelang mit Unterstützung der Standard Oil Company of New Jersey eine Lösung durch die Registrierung in Panama für die umbenannte „Viking Corporation“, die „Vestfold Corporation“ und die Registrierung der beiden Fabrikschiffe und ihrer Fangboote in Panama 1934. Die norwegische Besatzungen behielten ihre Arbeitsverträge und erhielten einen zusätzlichen Betrag, um Verluste in der norwegischen Rentenversicherung auszugleichen. Die „Viking Corporation“ verwaltete nicht nur die Vikingen und ihre Fangflotte, sondern auch die verschiedenen Anteile Rasmussens an anderen britischen und norwegischen Gesellschaften. Die Besitzverteilung und die Beziehungen der von Rasmussen und Næss kontrollierten Gesellschaften waren kompliziert und verschachtelt und lösten alte norwegische Gesellschaften weitgehend auf. Auch die alte Tønsberg Hvalrederi war so unter Rasmussens Einfluss gekommen.
Die seit 1932 bestehenden Fangeinschränkungen wurden von Rasmussen übernommen und führten 1932 zum Ersteinsatz der Vestfold als Fabrikschiff und der Vikingen als Tankschiff. Die Schwierigkeiten des Walölmarktes und die selbstständige Produktion Deutschlands und Japans brachten die norwegischen Walfanggesellschaften und den Rasmussen-Konzern in fortlaufende Schwierigkeiten. Dazu kam eine relativ schlechte Fangsaison 1937/1938. Nach der Fangsaison erfolgte daher mit britischer Unterstützung der Verkauf der Vikingen und fünf ihrer Fangboote nach Deutschland, was Rasmussen vor dem Konkurs rettete, während die Konkurrenten Jahre und Christensen keine Verkaufserlaubnis erhielten.

### Verkauf nach Deutschland
1938 wurde die Vikingen mit fünf ihrer Fangboote nach Deutschland verkauft, das allerdings wegen der knappen Devisenvorräte nicht mit Geld, sondern mit dem Neubau eines Tankers bezahlte. Neuer Eigner wurde die „Deutsche Oelmühlen Rohstoffe GmbH“, die das Fabrikschiff in Wikinger und die Fangboote in Wiking 1 bis Wiking 5 umbenannte. Dazu charterte die Gesellschaft noch die Fangboote Vikingen VI und VII sowie die Vestfold IV (273 BRT, 35,8 × 7,4 m, 850 PS, 12 kn), gebaut 1927 bei Kaldnaes M.V. in Tønsberg als Herkules 1. Diese sollten 1939 durch drei bei Seebeck in Wesermünde bestellte Neubauten, Wiking 6 bis Wiking 8, (381 BRT, 40,4 – 8,1 m, 1700 PS, 14 kn, 15 Mann) ersetzt werden, zu denen noch zwei für die Südmeer bestellte Boote als Wiking 9 und Wiking 10 kamen. Die Einsatzleitung übernahm das „Hamburger Walfang Kontor“, das auch den Einsatz der angemieteten Fabrikschiffe C.A. Larsen und Skytteren und der im Vorjahr angekauften Südmeer koordinierte, für die 1939 auch je zwei zusätzliche Fangboote vom Seebeck-Typ unter den Namen Wal 8 bis Wal 11 zur Verfügung standen. Im Frühjahr 1939 übernahm Kapitän Carl Kircheiß für 90 Tage das Kommando auf dem Schiff.

### Dienst in der Deutschen Marine
Die Wikinger befand sich beim Kriegsausbruch in Hamburg. Sie wurde während des Krieges von der Kriegsmarine als sogenanntes Basisschiff eingesetzt. Wiking 6, Wiking 8 und Wiking 10 kamen als Vorpostenboote erst bei der 15. Vorpostenflottille zu Einsatz, bevor sie gemeinsam mit Wiking 9 zur 2. Flak-Jäger-Gruppe (Nordsee), der späteren 2. Flak-Jäger-Flottille, kamen. Später wurde das Schiff zusätzlich bewaffnet und als großes Kanonenboot eingesetzt. 

### Aktivitäten nach dem Krieg
Bei Kriegsende 1945 wurde sie von britischen Truppen in Kiel erbeutet und dann im Südsommer 1945/1946 von der „Kerguelen Sealing & Whaling Co.“ unter dem Namen Empire Venture zum Walfang eingesetzt. Als Walfänger standen unter anderen drei alte Boote (I, II, III) und vier der deutschen Bauten (6,8,9,10) des Jahres 1939 zur Verfügung, die alle im Krieg als Hilfsschiffe bei der Kriegsmarine im Einsatz gewesen waren. Sie führten alle ihre alten Nummern neben dem neuen Namen Empire Viking. 
In der ersten Nachkriegssaison waren unter britischer Flagge drei Fabrikschiffe im Einsatz. Neben der Empire Venture noch die auch ehemals deutsche Empire Victory (ex Unitas) und der Neubau Southern Venturer. Die drei Fabrikschiffe produzierten je um die 90.000 Barrel Walöl.
1946 wurde die ehemalige Vikingen an die Sowjetunion abgegeben, die sie dann unter dem Namen Slawa bis zur Saison 1958 als einziges sowjetisches Fabrikschiff im Südpolarmeer einsetzte. Ihr erster Kapitän war Wladimir Woronin. Heimathafen des Schiffes wurde Odessa. Die ersten zehn Fangboote Slawa 1 bis Slawa 10 mit Heimathafen Wladiwostok kamen auch aus der deutschen Kriegsbeute (Rau VII, Wikinger 6, -8, -9, -10,Wal 10, -11, Wikinger 1,2,3). Die Zahl der mit der Slawa eingesetzten Fangboote steigerte sich Mitte der 1950er Jahre auf 15 bis 18 und sie meldete Rekordfänge. Erst 1959 kam mit der Sowjetskaja Ukraina (32.024 BRT) der erste sowjetische Neubau in Dienst, dem weitere folgten. Die alte Slawa wurde 1965 aus dem Südpolarmeer abgezogen und jagte noch drei Jahre Wale im Nordpazifik. Das dann stillgelegte Schiff wurde 1971 nach Japan verkauft, aber ab Juli 1971 in Kaohsiung/Taiwan abgebrochen.